# Albert Schneider (Eisenbahner)

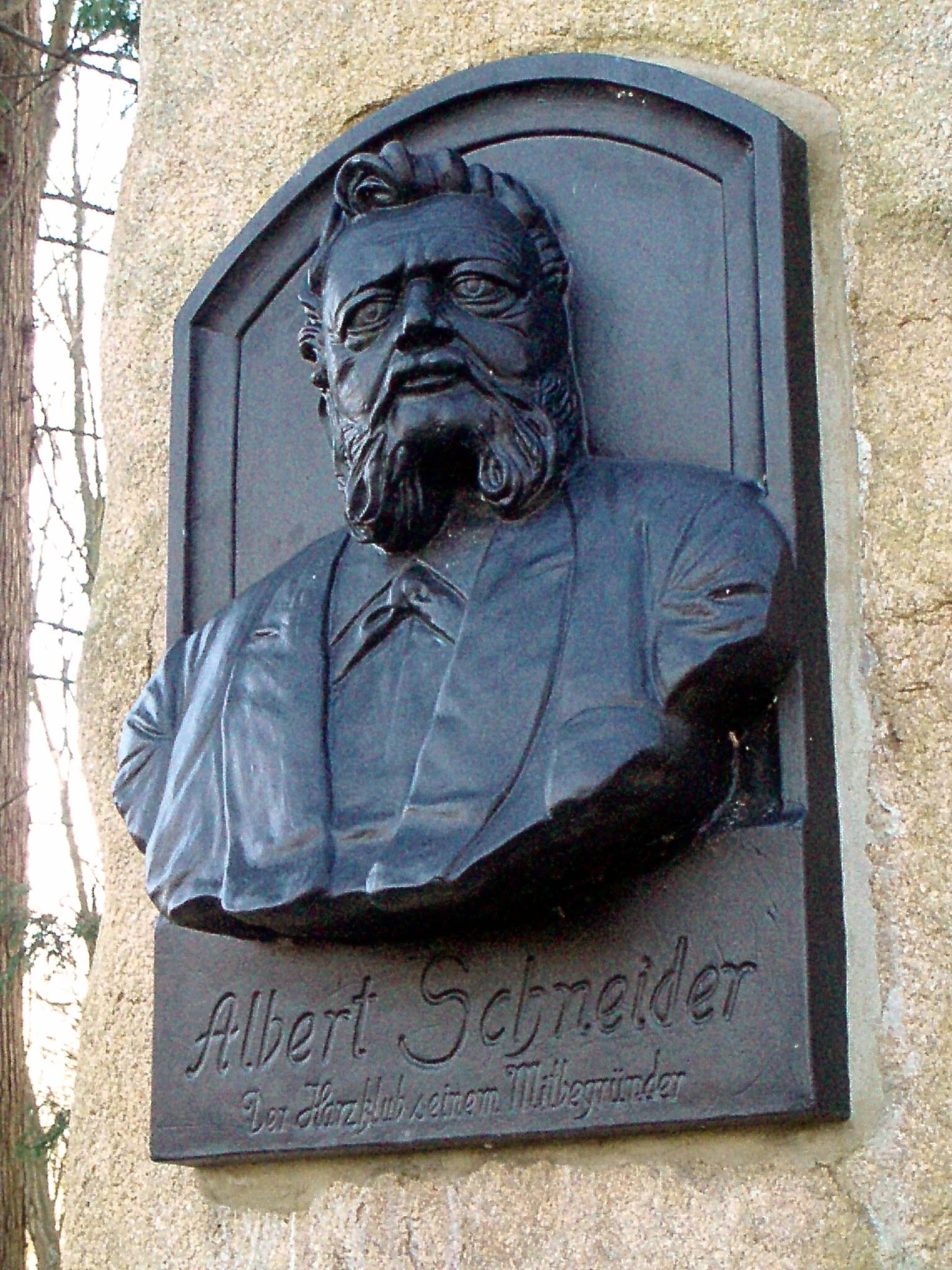
Albert-Schneider-Denkmal

Albert Schneider (* 30. November 1833 in Trautenstein; † 29. April 1910 in Bad Harzburg) war herzoglich-braunschweigischer Geheimer Baurat und Bahndirektor.

## Leben
Albert Schneider wurde 1833 als Sohn des Pfarrers in Trautenstein geboren. Er war von 1873 bis 1886 Bahndirektor in Blankenburg (Harz), bis 1892 Vorstand der Halberstadt-Blankenburger Eisenbahn (HBE) und ab 1893 Vorsitzender des Aufsichtsrats. Als Verantwortlicher für den Bau der Harzbahn zwischen Blankenburg und Elbingerode (Harz) setzte er den Einsatz einer Normalspur- statt einer Schmalspurbahn durch, um die sonst notwendigen Umladearbeiten in Blankenburg zu vermeiden. In Zusammenarbeit mit dem Erbauer der Schweizer Rigibahn entwarf er eine hier weltweit erstmals eingesetzte Mischform aus Zahnrad- und Adhäsionsbetrieb, die die Überwindung der Steigungen bis zu 6,1 % ermöglichte.
Albert Schneider starb 1910 in Bad Harzburg, dort wird ihm mit der Albert-Schneider-Straße gedacht. In Blankenburg und Trautenstein gibt es ebenfalls eine Albert-Schneider-Straße, die nach ihm benannt wurde.
Nahe dem Ziegenkopf wurde ihm ein Denkmal gesetzt. Des Weiteren befinden sich Gedenktafeln an seinem Geburtshaus in Trautenstein und am Bahnhof in Blankenburg, in dem er längere Zeit wohnte.

## Varia
Schneider war 1886 auch Mitbegründer und erster Vorsitzender des Hauptvorstandes des Harzklubs.
Außerdem war Albert Schneider Mitglied der Braunschweiger Burschenschaft Alemannia sowie der Halberstädter Freimaurerloge Zu den drei Hammern.